# Manea Manescu
Manea Manescu, född den 9 augusti 1916 i Braila, Rumänien, död den 27 februari 2009 i Bukarest, var en rumänsk kommunistisk politiker.

## Biografi
Mănescus var son till en veteran inom kommunistpartiets från Ploieşti, som i början av 1920-talet stödde övergången av socialistpartiet till det kommunistiska partiet. År 1944, efter statskuppen, arbetade han tillsammans med Nicolae Ceauşescu, hans blivande svåger, i det kommunistiska ungdomsförbunde. År 1951 blev Mănescu utsedd till chef för avdelningen för nationalekonomi vid Bukarests universitet och generaldirektör för Centrala direktoratet för statistik. Han var finansminister från 1955 till 1957.
I december 1967 utsågs han till ordförande i Ekonomiska rådet. Han befordrades till fullt medlemskap i den verkställande kommittén i december 1968, och, efter att ha innehaft olika befattningar i partiet och regeringen, blev han i mars 1973 premiärminister, en post som han innehade fram till 1979 då han gick i pension, enligt uppgift på grund av ohälsa. Han dog 2009.

## Familj
Mănescus hustru, Maria, var syster till Nicolae Ceauşescu. I december 1973 utsågs hon till vice ordförande i den rumänska Röda Korset. Hon utsågs också till ledamot i (rumänska) nationella kvinnoråd i april 1978. Det är inte klart om Mănescus hade några barn.